# Hajduk Belgrad
FK Hajduk Belgrad, serb:  ФК Хајдук Београд – serbski klub piłkarski z Belgradu. Został utworzony w 1937 roku. Obecnie występuje w Srpska Liga Beograd.